# Tombstone, Arizona
Tombstone a fost un boomtown (oraș care s-a dezvoltat rapid), care era aproape să devină un oraș-fantomă. Aflat în sudul statului  Arizona în comitatul Cochise, din SUA, în apropiere cu granița cu Mexicul, orașul este situat într-o regiune a deșertului Sonora, aflată la 105 km sud de Tucson.
Localitatea a fost întemeiată în anul 1877 de geologul Edward L. Schieffelin, care a descoperit în regiune zăcăminte de argint, care a și "botezat" localitatea cu numele de "Tomb-stone" (piatră de mormânt). În perioada apogeului de dezvoltare, Tombstone a avut circa 15.000 de locuitori (fiind și sediul comitatului Cochise până în 1929, când a fost transferat la Bisbee). După o lungă perioadă de decădere, în care orașul aproape că fusese părăsit, astăzi, cei aproximativ 1.600 de locuitori au ca venit principal turismul.
Prin anii 1880 - 1890, Tombstone a fost teatru de duelare al pistolarilor. În cimitirul local, ca un alt punct de atracție, se pot vedea numele celor uciși în dueluri. Azi a devenit o atracție turistică reproducerea duelurilor de odinioară cu gloanțe oarbe. Din anul 1959, există aici un muzeu unde se pot vedea sălile de judecată, biroul șerifului, închisoarea și spânzurătoarea unde erau executați condamnații la moarte.

## Clima
| Date climatice pentru Tombstone, Arizona | Date climatice pentru Tombstone, Arizona | Date climatice pentru Tombstone, Arizona | Date climatice pentru Tombstone, Arizona | Date climatice pentru Tombstone, Arizona | Date climatice pentru Tombstone, Arizona | Date climatice pentru Tombstone, Arizona | Date climatice pentru Tombstone, Arizona | Date climatice pentru Tombstone, Arizona | Date climatice pentru Tombstone, Arizona | Date climatice pentru Tombstone, Arizona | Date climatice pentru Tombstone, Arizona | Date climatice pentru Tombstone, Arizona | Date climatice pentru Tombstone, Arizona |
| Luna                                     | Ian                                      | Feb                                      | Mar                                      | Apr                                      | Mai                                      | Iun                                      | Iul                                      | Aug                                      | Sep                                      | Oct                                      | Nov                                      | Dec                                      | Anual                                    |
| ---------------------------------------- | ---------------------------------------- | ---------------------------------------- | ---------------------------------------- | ---------------------------------------- | ---------------------------------------- | ---------------------------------------- | ---------------------------------------- | ---------------------------------------- | ---------------------------------------- | ---------------------------------------- | ---------------------------------------- | ---------------------------------------- | ---------------------------------------- |
| Maxima medie °F (°C)                     | 60 (16)                                  | 65 (18)                                  | 69 (21)                                  | 77 (25)                                  | 85 (29)                                  | 94 (34)                                  | 93 (34)                                  | 90 (32)                                  | 88 (31)                                  | 80 (27)                                  | 69 (21)                                  | 60 (16)                                  | 78 (25,3)                                |
| Minima medie °F (°C)                     | 34 (1)                                   | 37 (3)                                   | 40 (4)                                   | 46 (8)                                   | 54 (12)                                  | 62 (17)                                  | 66 (19)                                  | 64 (18)                                  | 60 (16)                                  | 52 (11)                                  | 42 (6)                                   | 36 (2)                                   | 49,4 (9,7)                               |
| Precipitații inches (mm)                 | 0.8 (20)                                 | 0.9 (23)                                 | 0.6 (15)                                 | 0.3 (8)                                  | 0.2 (5)                                  | 0.5 (13)                                 | 3.4 (86)                                 | 3.3 (84)                                 | 1.5 (38)                                 | 0.8 (20)                                 | 0.6 (15)                                 | 1.0 (25)                                 | 13,9 (353)                               |
| [ necesită citare ]                      |                                          |                                          |                                          |                                          |                                          |                                          |                                          |                                          |                                          |                                          |                                          |                                          |                                          |